# Ceridia stuckenbergi
Ceridia stuckenbergi är en fjärilsart som beskrevs av Griveaud 1959. Ceridia stuckenbergi ingår i släktet Ceridia och familjen svärmare. Inga underarter finns listade i Catalogue of Life.